# 局所実在論
物理学において、局所実在論（きょくしょじつざいろん）とは、素朴実在論と局所性を仮定して記述された物理理論のことである。
局所実在論の例としては、古典力学、古典電磁気学、古典計算機の理論などがある。
局所実在であればベルの不等式が満たされる。
一方の量子論は、これを破る。
実験によりベルの不等式は破れていることが観測されている。
よって局所実在論に該当する物理理論は適用範囲について注意が必要である。